# Federația Română de Handbal
Federația Română de Handbal (FRH) este forul ce organizează și conduce handbalul românesc. Înființată în anul 1936, este membră a Comitetului Olimpic Român (COSR), afiliată Federației Internaționale de Handbal (IHF) și Federației Europene de Handbal (EHF).

## Istoric
Primul meci de handbal din România menționat în presă (în ziarul Hermannstädter Tageblatt) a fost probabil cel care a avut loc la începutul verii 1921, la puțin după un an de la primul meci de handbal din lume (la Berlin în februarie 1920). Profesorul de educație fizică din Sibiu Wilhelm Binder (care a predat la școli din Sibiu între 1910-1948) a fost în tribună la acel prim meci de handbal și a introdus handbalul în Sibiu. Binder se familiarizase în 1912 la Leipzig cu sportul premergător handbalului numit Raffball, sport pe care l-a introdus la Sibiu în 1913.
În 1928 se organizează la Sibiu prima școală de arbitri de handbal.
Federația Română de Handbal se constituie la 7 aprilie 1933, mai întâi ca filială a Federației de Baschet și Volei. După trei ani, devine independentă.
Primul meci internațional al României a avut loc în 7 aprilie 1936, împotriva Poloniei, meci pe care România l-a câștigat cu 6-4.
Primul meci de handbal în sală a avut probabil loc în Sala Obor în 1934.
Alte orașe, în afară de Sibiu, unde au fost organizate echipe de handbal au fost: Brașov, Mediaș, Sighișoara, Agnita, Reșița, Timișoara, Lugoj.

## Competiții
Federația Română de Handbal organizează următoarele competiții de handbal:
| Masculin - Liga națională, - Divizia A, - Cupa României, - Supercupa României - Liga Juniori I handbal masculin - Liga Juniori a II-a handbal masculin - Liga a III-a juniori handbal feminin | Feminin - Liga națională, - Divizia A, - Cupa României, - Supercupa României - Liga I Juniori handbal feminin - Liga a II-a Juniori handbal feminin - Liga a III-a Juniori handbal feminin |

## Președinți
| Nume                   | Perioadă  |
| ---------------------- | --------- |
| Nicolae Duțescu        | 1933–1936 |
| Ion Drăgan             | 1936–1940 |
| Maxim Ganțu            | 1940–1949 |
| Adrian Sabatini        | 1950–1952 |
| Petre Capră            | 1952–1957 |
| Tudor Vasile           | 1957–1968 |
| Dumitru Costea         | 1968–1973 |
| Ioan Kunst-Ghermănescu | 1973–1986 |
| Ani Matei              | 1986–1989 |
| Ioan Kunst-Ghermănescu | 1990–1992 |
| Adrian Pascal          | 1992–1993 |
| Cornel Oțelea          | 1993–1995 |
| Valentin Samungi       | 1995–1996 |
| Cristian Gațu          | 1996–2014 |
| Alexandru Dedu         | 2014–2022 |
| Constantin Din         | 2022–     |